# Отравление Александра Литвиненко
Александр Вальтерович Литвиненко — подполковник советской и российской госбезопасности, в 1988—1991 годах — сотрудник КГБ СССР, а затем до 1999 года — ФСБ России.
В 1998 году Литвиненко публично заявил, что начальство приказало ему и его сослуживцам убить влиятельного бизнесмена и политика Бориса Березовского. После этого он был уволен из ФСБ, в отношении него в России было возбуждено несколько уголовных дел. Литвиненко с семьёй бежал в Великобританию, где получил политическое убежище. В эмиграции Литвиненко сотрудничал с британской разведкой и правоохранительными органами ряда европейских стран, передавая сведения о российской мафии в Европе и её предполагаемых связях с российскими чиновниками. Выступал с критикой российских властей и президента России Владимира Путина.
1 ноября 2006 года Литвиненко внезапно заболел, был госпитализирован и спустя три недели умер. Причиной смерти явилось отравление полонием-210 — редким и трудно обнаруживаемым радиоактивным веществом.
Отравление Литвиненко и начатое британскими властями расследование привело к ухудшению российско-британских отношений. В 2014—2015 годах в Великобритании по делу смерти Литвиненко было проведено общественное дознание, в ходе которого представитель Скотленд-Ярда сообщил, что «единственное вероятное объяснение» заключается в том, что «тем или иным образом российское государство участвовало в убийстве Литвиненко». Британский суд пришёл к выводу, что Литвиненко был убит в результате спецоперации ФСБ, одобренной, вероятно, лично директором ФСБ Николаем Патрушевым и президентом России Владимиром Путиным. Непосредственным исполнителем убийства британская сторона назвала офицера Главного управления охраны РФ, бывшего агента КГБ Андрея Лугового, и его сообщником — предпринимателя Дмитрия Ковтуна, который, по показаниям одного из свидетелей, открыто говорил о плане убийства Литвиненко с целью «показать пример» наказания, ожидающего «предателей». Великобритания потребовала выдачи Лугового, но российские власти, категорически отрицающие свою причастность к преступлению, отказали в экстрадиции. 21 сентября 2021 Европейский суд по правам человека признал ответственность российских властей за смерть Литвиненко. Суд предписал выплатить вдове 100 тысяч евро как компенсацию морального ущерба и ещё 22,5 тыс. евро как компенсацию судебных издержек ().

## Предыстория
Литвиненко получил известность в СМИ в 1998 году, когда на пресс-конференции с группой сотрудников ФСБ публично заявил, что получил приказ убить влиятельного бизнесмена и политика Бориса Березовского. В 2000 году, после возбуждения в отношении него ряда уголовных дел, бежал с семьёй в Великобританию, где власти предоставили ему политическое убежище.
Литвиненко подвергал критике политику российских властей и лично Владимира Путина. Он является соавтором книги «ФСБ взрывает Россию» и автором книги «Лубянская преступная группировка», в которых обвиняет спецслужбы России в организации взрывов многоэтажных жилых домов в России 1999 года и других терактах, целью которых, по его мнению, являлся приход к власти Владимира Путина.
Живя в Лондоне, Литвиненко стал сотрудничать с британской разведкой MI6, предоставляя сведения о русской мафии в Европе и её предполагаемых связях с российскими чиновниками. Литвиненко также предоставлял эту информацию следственным органам Испании. Ежемесячно он получал от MI6 зарплату в 2000 фунтов. Денег не хватало, и Литвиненко устроился в фирму, консультировавшую бизнесменов, желающих работать с российскими компаниями. Для этой работы ему требовались в России источники информации. В лице россиянина Андрея Лугового; в 2005—2006 годах тот неоднократно приезжал в Британию и встречался с Литвиненко.
Известно, что за четыре месяца до отравления Литвиненко назвал Владимира Путина педофилом и обвинил его в изнасиловании детей. Издание The Independent считает это основной причиной, по которой Путин мог отдать приказ отравить Литвиненко.

## Отравление

### Начало болезни
1 ноября 2006 года Литвиненко внезапно почувствовал себя плохо. Перед этим, в тот же день, он встречался с Андреем Луговым и Дмитрием Ковтуном в баре отеля «Миллениум» в центре Лондона. Литвиненко также побывал в суши-баре Ицу на улице Пикадилли вместе с итальянцем Марио Скарамеллой для обмена важной информацией (позже, 20 ноября, сообщалось, что Скарамелла скрывается из опасений за свою жизнь).
В течение следующих нескольких дней у Литвиненко были сильные диарея и рвота. Литвиненко попросил жену вызвать ему медицинскую помощь. Врачам местного госпиталя, первыми обследовавшим его, Литвиненко заявил, что был отравлен. Врачи не придали значения его утверждениям, заподозрив у Литвиненко пищевую инфекцию от несвежего суши и назначив ему курс антибиотиков.

### Поиск причины болезни и попытки лечения
Состояние Литвиненко, однако, продолжало ухудшаться. Литвиненко был переведён для интенсивной терапии в другую больницу — University College Hospital, где врачи пытались определить причину болезни несколько недель. Пробы крови и мочи больного были отправлены для изучения в британскую Службу ядерного оружия, где были исследованы на предмет возможного радиоактивного заражения посредством гамма-спектроскопии. Первоначально не было обнаружено никакого ощутимого повышения уровня гамма-излучения, лишь незначительный пик на уровне 803 кэВ. По случайному совпадению об этом узнал учёный, несколько десятков лет назад участвовавший в программе по разработке атомного оружия. Он указал на то, что подобный пик является признаком радиоактивного распада полония-210 — важного компонента первых атомных бомб.
Спустя две недели после начала болезни врачи Литвиненко сочли, что нашли вероятную причину отравления. Анализы показали наличие в организме таллия, что совпадало с наблюдаемыми симптомами — выпадением волос и повреждением периферической нервной системы (в 1957 году КГБ пыталось отравить таллием перебежчика Хохлова). Литвиненко стал получать лечение от отравления таллием, но оно не принесло ожидаемого улучшения. Кроме того, измеренный уровень содержания таллия был явно недостаточен, чтобы вызвать подобное отравление. От назначенной терапии было решено отказаться. Тем временем, 20 ноября состояние Литвиненко резко ухудшилось, и он был переведён в реанимацию. В СМИ широко разошлась фотография тяжело больного Литвиненко, лежащего на больничной койке. Как сказал сам Литвиненко, «я хочу, чтобы мир увидел, что со мной сделали».

### Полоний-210
О том, что отравление Литвиненко, вероятно, было вызвано полонием-210, его врачи узнали только вечером 22 ноября, незадолго до его смерти. На следующий день дальнейшие исследования проб мочи с использованием оборудования для обнаружения альфа-частиц подтвердили это предположение.
Полоний-210, в отличие от большинства распространённых радиоактивных материалов, испускает весьма небольшое количество гамма-лучей, зато значительное количество альфа-частиц. Альфа-частицы обладают очень малой проникающей способностью, полностью поглощаясь даже такими препятствиями, как лист бумаги или верхний слой кожи человека, и потому не могут быть обнаружены простыми детекторами радиоактивности — такими, как счётчики Гейгера, которыми пользовались врачи и следователи Скотленд-Ярда в больнице, где находился Литвиненко. Хотя и гамма-лучи, и альфа-частицы относятся к ионизирующему излучению, способному поражать человека, их действие различно. Испускаемые радиоактивным веществом альфа-частицы могут вызвать значительный вред лишь при попадании этого вещества внутрь организма с пищей или воздухом. Попав в организм, альфа-частицы действуют подобно оружию ближнего действия, полностью поглощаясь живыми клетками.
Вскоре после смерти Литвиненко британское государственное Агентство по охране здоровья заявило, что исследованиями установлено наличие значительного количества радиоактивного полония-210 в теле Литвиненко. Чиновники Великобритании и США выступили с заявлениями, что это первый известный случай использования полония-210 в качестве яда, и анализы на наличие полония-210 в человеческом организме, вероятно, проводились впервые. Лица, контактировавшие с Литвиненко, также могли подвергнуться воздействию радиации.

## Расследование в Великобритании
Расследование проводилось антитеррористическим управлением Скотленд-Ярда, по неофициальным сообщениям, при помощи разведывательных служб МИ-5 и МИ-6. Следователи немедленно начали искать возможных свидетелей, отслеживать передвижения Литвиненко накануне заболевания, пытались определить круг людей, с которыми он встречался, и изучали записи видеокамер наружного наблюдения.
Были найдены следы α-радиоактивности в местах, которые посещал Литвиненко перед тем, как почувствовал себя плохо: в суши-баре, где Литвиненко встречался с Скарамеллой, в гостинице Millennium, где он беседовал с предпринимателем, бывшим сотрудником Главного управления охраны РФ Андреем Луговым, а также спутниками Лугового Дмитрием Ковтуном и Вячеславом Соколенко; в автомобиле Ахмеда Закаева, офисе Бориса Березовского и в доме Литвиненко на Масуэлл Хилл на севере Лондона.
По концентрации α-активности было установлено, что радиоактивный след потянулся за Литвиненко из гостиницы «Миллениум» после его встречи там 1 ноября с Луговым, Ковтуном и Соколенко. В гостиничном баре Pine Bar были найдены загрязнённый заварочный чайник и чашечка, из которой, по всей видимости, Литвиненко выпил отраву (растворённый полоний сильно сорбируется поверхностями, с которыми соприкасается раствор, и плохо смывается).
Вслед за тем были обнаружены следы загрязнения полонием в местах пребывания Лугового и Ковтунатабл.1. С риском для здоровья с течением времени заражена и вдова Литвиненко..
24 ноября в связи с радиоактивным загрязнением в общественных местах и предполагаемой опасностью, которой подверглись их посетители, состоялось заседание правительственного комитета по чрезвычайным ситуациям COBRA под председательством министра внутренних дел.
Форин-офис (министерство иностранных дел Великобритании) обратился к российским властям с просьбой предоставить всю информацию, которая может помочь расследованию. Этот вопрос обсуждался на встрече 24 ноября 2006 года с российским послом в Лондоне Юрием Федотовым.
25 ноября 2006 года разведывательные службы Королевства заявили, что отравление Литвиненко имеет все признаки убийства, спонсированного государством. Представитель Уайтхолла сообщил в интервью The Times, что многое указывает на то, что отравление было осуществлено иностранными агентами.
По сведениям газеты The Sunday Times, в конце января 2007 года Скотленд-Ярд заявил вдове Литвиненко Марине, что убийство практически раскрыто: установлено, что Литвиненко скончался от летальной дозы полония-210, который добавили ему в чай в отеле «Миллениум», где он встречался с Луговым и Ковтуном; однако дело, по всей видимости, будет закрыто из-за отказа правительства РФ выдать подозреваемых — Ковтуна и Лугового.
22 мая 2007 года директор Королевской прокурорской службы Великобритании Кен Макдональд выступил со специальным заявлением, в котором указал, что «доказательства, предоставленные полицией, достаточны для того, чтобы предъявить Андрею Луговому обвинения в убийстве Александра Литвиненко путём преднамеренного отравления». Великобритания будет требовать «скорейшей экстрадиции Лугового из России в Соединённое Королевство, чтобы ему официально было предъявлено обвинение в убийстве и вскоре после этого он предстал перед судом в Лондоне за это особо тяжкое преступление». Глава МИД Великобритании Маргарет Беккет заявила российскому послу в Лондоне, что она ожидает «полного сотрудничества» в экстрадиции Лугового. Пресс-секретарь Тони Блэра заявил, что «Россия должна исполнить наше законное требование» и что «обе страны связывают важные политические и экономические связи, но в любом случае это не избавляет от международных правил юриспруденции, которые надо уважать».
В начале июля 2007 года официант Норберто Анарде, работавший в Pine Bar в отеле «Миллениум», рассказал в интервью, что в тот момент, когда он подавал алкоголь на стол, за которым сидели Луговой, Ковтун и Литвиненко, его отвлекли, мешая поставить на стол напитки. Когда после их ухода он выливал остатки из стоявшего на столе чайничка в раковину, то заметил, что чай поменял цвет и стал вязким.
Согласно утверждению неназванного высокопоставленного официального лица, цитировавшегося в июле 2007 года газетой The Sunday Times, «имеющего доступ к последней информации о следствии от полиции и разведки и отражающего мнение высокопоставленных лиц в МВД, занимающихся контртерроризмом, следователей Скотленд-Ярда и иных, близко знакомых с расследованием убийства», все эти лица подтверждают, что «отравление Литвиненко в Лондоне в прошлом году было осуществлено по приказу российской секретной службы — ФСБ» и что убийство «вне всякого сомнения было актом государственного терроризма со стороны Москвы. Таков взгляд в высших сферах британского правительства».
Таблица 1. Загрязнённые места, по данным Агентства здравоохранения Великобритании, присутствие лиц, по данным газет в обзоре Шкрылёва и Пыльновой
| Дата                                   | Место                                              | Присутствие Лугового | Присутствие Ковтуна | Присутствие Литвиненко | Присутствие Скарамеллы | Загрязнение полонием | Посторонние, заражённые с риском | Посторонние, заражённые без риска |
| -------------------------------------- | -------------------------------------------------- | -------------------- | ------------------- | ---------------------- | ---------------------- | -------------------- | -------------------------------- | --------------------------------- |
| октябрь-ноябрь 2006 года               | самолёты British Airways                           | X                    |                     |                        |                        | X                    |                                  |                                   |
| 16 октября 2006 года                   | гостиница Best Western Hotel                       | X                    | X                   |                        |                        | X                    | 1                                |                                   |
| 16 октября                             | суши-бар Itsu, столик А                            | X                    | X                   | X                      |                        | X                    |                                  |                                   |
| 17 октября                             | гостиница Parkes Hotel                             | X                    | X                   |                        |                        | X                    |                                  |                                   |
| 25 октября                             | гостиница Sheraton Hotel Park Lane                 | X                    |                     |                        |                        | X                    | 2                                |                                   |
| 28 октября                             | Гамбург                                            |                      | X                   |                        |                        | X                    |                                  |                                   |
| «незадолго до 1 ноября»                | ресторан Pescatori                                 | X (Independent)      |                     |                        |                        | X                    |                                  |                                   |
| «незадолго до 1 ноября»                | офис Б. Березовского, кресла в приёмной и кабинете | X                    |                     |                        |                        | X                    |                                  |                                   |
| 1 ноября                               | гостиница Миллениум, номер 441                     | X                    | X                   |                        |                        | XX                   |                                  |                                   |
| 1 ноября                               | суши-бар Itsu, столик Б                            |                      |                     | X                      | X                      |                      |                                  |                                   |
| 1 ноября                               | офис Березовского, копировальная машина            |                      |                     | X                      |                        |                      |                                  |                                   |
| 1 ноября                               | гостиница Миллениум, бар Pine Bar                  | X                    | X                   | X                      |                        | XX                   | 9                                | 200                               |
| 1 ноября                               | стадион Emirates                                   | X                    | X                   |                        |                        | X                    |                                  |                                   |
| 1 ноября после встречи в баре Pine Bar | передвижения Литвиненко                            |                      |                     | X                      |                        | X                    |                                  |                                   |

В августе 2007 года в The Times появилась информация о том, что следы полония были обнаружены ещё в четырёх местах: в частном клубе Hey Jo, который посещали русские бизнесмены, в марокканском ресторане Dar Marra-kesh, в «машине Литвиненко марки Мерседес» и в сером такси из Южного Лондона.

## Слушания по делу
Предварительные слушания по делу начались 13 октября 2011 года. Судебное производство проходило в виде коронерского дознания — выяснения обстоятельств смерти. Слушания проходили в закрытом для публики и прессы режиме. 7 августа 2012 года проведение дознания было поручено сэру Роберту Оуэну.
17 мая 2013 года Роберт Оуэн удовлетворил прошение министра иностранных дел Уильяма Хейга не принимать к рассмотрению секретные материалы, свидетельствующие о том, что убийство Литвиненко было совершено российскими государственными органами. Это вызвало негодование вдовы Литвиненко, а также британских СМИ, обвинивших правительство Великобритании в попытке сорвать расследование и скрыть роль России в смерти Литвиненко.
Исходя из того, что вышеуказанные материалы обладают исключительной важностью в деле, судья Оуэн высказался за проведение следствия в виде открытого разбирательства вместо дознания. Это дало бы возможность заслушивать на закрытых слушаниях засекреченные материалы. Оуэн отметил, что секретные свидетельства, которыми располагает британское правительство, устанавливают в предварительном порядке (prima facie case) виновность российского государства в гибели Литвиненко.
12 июля 2013 года Роберт Оуэн сообщил, что британские власти отклонили его просьбу о проведении по делу Литвиненко вместо дознания открытого разбирательства, которого добивались семья и друзья Литвиненко. Министр внутренних дел Великобритании Тереза Мэй сообщила, что такое решение принято по «причинам, связанным с международными отношениями». По мнению друга Литвиненко Алекса Гольдфарба и адвоката жены Литвиненко Марины, это решение явилось следствием «закулисного сговора между правительством Её Величества и Кремлём в целях воспрепятствования правосудию».
Марина Литвиненко обжаловала в Высоком суде Лондона отказ о проведении открытого разбирательства. 11 февраля 2014 года суд удовлетворил её жалобу. 22 июля 2014 года, после длительных консультаций, министр внутренних дел Тереза Мэй через послание парламенту Великобритании сообщила о проведении открытого разбирательства. Судебное дознание же было приостановлено. Председателем открытого расследования также был назначен Роберт Оуэн.
Слушания в Высоком суде Лондона завершились в январе 2016 года, и 21 января Роберт Оуэн объявил выводы публичного разбирательства. На основании секретных документов британских спецслужб, которые публично не оглашались, судья сделал вывод, что за убийством, предположительно, стоит ФСБ. Операция по устранению Литвиненко, по мнению суда, вероятно, проводилась с одобрения тогдашнего директора службы Николая Патрушева и президента России Владимира Путина.

## Расследование прокуратуры Гамбурга
Прокуратура Гамбурга направила в Москву запрос о правовой помощи в связи с возбуждением уголовного дела против российского гражданина Дмитрия Ковтуна, которого подозревают в незаконном ввозе в Германию радиоактивных материалов. По пути в Лондон Ковтун останавливался в квартире своей бывшей жены в Гамбурге. Специалисты Федерального агентства радиационной защиты обнаружили в квартире сильное загрязнение полонием. Также следы радиоактивного вещества были найдены в доме бывшей тёщи Ковтуна и в автомобиле, на котором он ездил по городу. Сам Ковтун был допрошен российскими следователями в присутствии детективов Скотленд-Ярда в качестве свидетеля по делу Литвиненко в госпитале, где он проходил обследование на предмет заражения радиоактивным веществом.
В ноябре 2009 года представитель прокуратуры Гамбурга Вильхельм Меллерс сообщил, что прокуратура не нашла состава преступления в действиях Дмитрия Ковтуна, поскольку «не было найдено никаких свидетельств того, что Ковтун доставил полоний в Гамбург, приобрёл в Германии или же сознательно владел радиоактивным веществом».

## Расследование Генеральной прокуратуры РФ
Следователи Генпрокуратуры РФ проверяли в качестве основной версию причастности к этому и другим отравлениям сопредседателя НК «ЮКОС» Леонида Невзлина.
30 марта 2007 года в здании Скотленд-Ярда состоялась беседа Бориса Березовского и Ахмеда Закаева со следователем Генпрокуратуры РФ Александром Отводовым, расследовавшего дело об отравлении полонием Александра Литвиненко. По словам Березовского, большая часть вопросов, заданных российскими следователями, касалась бизнеса Березовского, а также бизнеса его друзей и знакомых; вопросы, непосредственно относящиеся к делу, были заданы только под конец встречи. Березовский назвал допрос «фарсом» и квалифицировал его «как попытку скрыть настоящих преступников — Путина и Лугового и всех тех, кто участвовал в этом преступлении». Он также заявил: «У меня есть аргументы, почему Путин заказал это преступление, почему Луговой был исполнителем. Это факты, а не рассуждения на тему. Я привёл эти аргументы следователю Генпрокуратуры и сказал, что считаю его тоже соучастником преступления. Я передал следователю переписку с военной прокуратурой России в 1998 году и переписку Литвиненко, когда он получил команду убить меня». Представитель Генпрокуратуры РФ заявил, что все вопросы, заданные Березовскому российскими следователями в Лондоне, имели прямое отношение к «делу Литвиненко», поскольку «исследуется ряд версий, в том числе и с бизнесом, которым занимался Литвиненко».
22 июня 2007 года глава Следственного комитета Александр Бастрыкин заявил, что для российской прокуратуры главный подозреваемый — Андрей Луговой. В то же время, подчеркнул он, прокуратура рассматривает и другие версии, включая версию причастности Березовского. 23 июля 2007 года на специально созванной пресс-конференции заместитель Генпрокурора РФ Александр Звягинцев заявил: «считаю, надо дать оценку реакции британской стороны на отказ выдачи российского предпринимателя Андрея Лугового. Эта реакция необоснованна, неадекватна и вызвана политическими мотивами в неправовом поле». Он также заявил, что Генпрокуратура РФ не исключает причастности к убийству Литвиненко лиц из его лондонского окружения. На той же пресс-конференции заместитель начальника управления по расследованию особо важных дел Генпрокуратуры РФ, руководитель следственной группы по делу об убийстве Литвиненко и попытке убийства Дмитрия Ковтуна Андрей Майоров указал на «уязвимость» версии, разрабатываемой британскими службами, заявив в частности: «По версии британского следствия, полоний-210 попал в организм Литвиненко 1 ноября вместе с чаем, который ему предложил Луговой, но чай Луговой и Ковтун покупали для себя. Все эти моменты указывают на уязвимость версии, что источником отравления Литвиненко полонием был Луговой».
26 июля 2007 года заместитель начальника Управления по расследованию особо важных дел Генпрокуратуры Андрей Майоров заявил в интервью «Российской газете», что российские следователи не обнаружили следов полония в самолёте, которым Луговой и Ковтун прилетели в Лондон 16 октября и в других местах, которые посетили предполагаемые отравителитабл.2.

## Ситуация вокруг экстрадиции
Согласно мировой практике, в большинстве стран мира своих граждан не выдают. Этот принцип закреплён в конституциях многих государств, в том числе и в конституции РФ. Великобритания, согласно Акту об экстрадиции 2003 года, обязана выдавать в том числе и своих граждан в ряд государств, с которыми она имеет соответствующие межправительственные соглашения.

Статья 61 Конституции РФ гласит, что 
гражданин Российской Федерации не может быть выслан за пределы Российской Федерации или выдан другому государству.
Великобритания и Россия являются членами Европейской конвенции об экстрадиции 1957 года. Россия подписала Конвенцию с оговорками, запрещающими выдачу российских граждан.
Известен прецедент выдачи российского гражданина (Мурада Гарабаева) Туркмении в октябре 2002 года; правомерность этого решения, однако, была оспорена в суде, и уже в январе 2003 года Гарабаев был возвращён России, а его выдача Туркмении была признана незаконной.
Данные британского следствия могут быть переданы российской прокуратуре и в России может быть организован судебный процесс над Луговым.
Российские власти отклонили все требования властей Великобритании о выдаче Лугового, ссылаясь на Конституцию РФ. Представитель Генпрокуратуры РФ заявил, что Лугового будут судить в России за убийство Литвиненко, если британские власти предоставят веские доказательства совершения им этого преступления.. Представитель Королевской прокурорской службы сообщил, что они «в курсе российских нормативных актов, касающихся экстрадиции», поэтому вслед за официальным запросом о выдаче будет выписан общеевропейский ордер на арест Лугового, а в Интерпол направлены документы о его розыске, чтобы задействовать в поиск и страны, не подпадающие под действие ордера, но при этом состоящие в Интерполе (к таким странам относится и Россия).
22 июля 2007 британский посол в Москве Энтони Брентон в интервью заявил, что его правительство не требует у России нарушать собственную Конституцию, но просит у Москвы найти способ обойти юридические препятствия для экстрадиции Лугового.

## Версия Лугового
В ответ на выдвинутые против него обвинения Луговой заявил в 2007 году, что считает их необоснованными и политически мотивированными, что из него целенаправленно создавали «образ коварного отравителя» и что он «шокирован подобной предвзятостью и несправедливостью», так как у него не было никаких поводов убивать Литвиненко.
31 мая 2007 года на пресс-конференции Андрей Луговой заявил, что Борис Березовский и Александр Литвиненко были завербованы британской разведкой MI6. По утверждению Лугового, британские спецслужбы пытались завербовать и его, чтобы получить информацию о деятельности российских спецслужб, а также заняться сбором любого компромата на президента Путина и членов его семьи". Луговой выдвинул три версии убийства Литвиненко. Согласно первой версии, Литвиненко могли отравить английские спецслужбы, из-за того, что он вышел из под их контроля. Согласно второй версии, Литвиненко могла убрать «русская мафия» в Испании, недовольная тем, что он помог разоблачить одного из воров в законе. Согласно третьей версии, наиболее правдоподобной по мнению Лугового, Литвиненко был устранён Березовским, которого тот пытался шантажировать. Луговой назвал себя и Ковтуна потерпевшими в деле об отравлении Литвиненко. Он заявил, что его и Ковтуна специально пометили полонием с целью раздуть политический скандал.
Британские власти полностью отвергли версии Лугового. Прокуратура Великобритании заявила, что существуют достаточно свидетельств вины Лугового, чтобы судить его за убийство Литвиненко. Источник Sky News в британской разведке MI6 назвал версию Лугового о причастности английских спецслужб к убийству «смехотворной», «дымовой завесой», призванной отвлечь внимание от запроса Великобритании о его собственной экстрадиции и обвинении в убийстве. Представитель МИД Великобритании заявил, что «Это чисто уголовное дело, и оно не имеет никакого отношения к разведке. В Лондоне был убит британский гражданин, а жизнь других британских граждан и приезжих подверглась опасности. Наша позиция ясна: мы требуем экстрадиции господина Лугового с тем, чтобы он предстал перед британским судом».
The Guardian отметила, что Луговой, скорее всего, выдвинул свою версию об участии британских спецслужб в отравлении с одобрения официальных властей, ведь, как считают британские спецслужбы, за убийством Литвиненко стоят бывшие, а возможно, и действующие агенты российского государства, и только государственная организация была способна производить полоний-210, которым отравили Литвиненко.
Березовский, в ответ на обвинения, выдвинутые Луговым, заявил, что Луговой сделал это заявление с подачи Кремля и лично Путина, что подтверждает участие последних в отравлении Литвиненко. Марина Литвиненко и Александр Гольдфарб назвали утверждения о том, что Литвиненко являлся агентом британских спецслужб, «абсурдными», указав, что он давно уже не работал в российских спецслужбах, но даже во время работы в них занимался вопросами организованной преступности и не имел доступа к информации, которая могла бы представлять интерес для британской разведки.

## Мнение отца Литвиненко
Первоначально в 2006 году Вальтер Литвиненко обвинял российские власти в причастности к убийству своего сына. До осени 2011 года он придерживался этой версии, в частности в 2008 году просил Конгресс США поддержать резолюцию, в которой в смерти Александра Литвиненко обвинялись российские власти. В последующие годы мнение Вальтера Литвиненко изменилось, и он стал обвинять в смерти сына британскую разведку. В 2012 году Вальтер Литвиненко попросил прощения у России за то, что раньше обвинял российские власти в смерти сына.
В 2018 году на съёмках передачи «Пусть говорят» отец Литвиненко обнялся с Андреем Луговым и обвинил в причастности к убийству сына биохимика Александра Гольдфарба, назвав его сотрудником ЦРУ. Также он рассказал о том, что ему не дают ознакомиться с материалами дела Литвиненко, в частности, с актом о вскрытии.

## Комментарии официальных лиц

### Россия
24 ноября 2006 на пресс-конференции после саммита «Россия-ЕС», проходившего в Хельсинки, президент России Владимир Путин назвал безосновательными всякие «спекуляции» о связи российских властей со смертью Литвиненко. По его мнению, нет убедительных данных, свидетельствующих о насильственном характере смерти. Путин критически отозвался о предсмертном заявлении Литвиненко: «Ну и, наконец, что касается записки, если она действительно появилась до кончины господина Литвиненко, то тогда возникает вопрос, почему она не была ранее обнародована, при его жизни? А если она появилась после его кончины, то, естественно, какие здесь могут быть комментарии?».
Президент России Владимир Путин назвал происшедшее «трагедией» и выразил сожаление, что «даже такие трагические события, как смерть человека, используются для политических провокаций». Путин принёс свои соболезнования близким Литвиненко и предложил помощь российских властей в расследовании.
1 февраля 2007 на пресс-конференции для российских и иностранных журналистов Владимир Путин заявил:
Александр Литвиненко был уволен из органов безопасности. До этого служил в конвойных войсках. Никакими секретами не располагал. Он привлекался к уголовной ответственности в Российской Федерации за злоупотребление служебным положением, а именно за избиение граждан при задержании, когда был сотрудником безопасности, и за хищение взрывчатки. Но ему дали, по-моему, три года условно. Не было никакой необходимости куда-то бежать, он не является носителем вообще никаких секретов. Всё, что он мог сказать негативного в отношении своей службы, где он раньше работал, он уже давно сказал, никакой новизны в его действиях уже быть не могло. Что там произошло – повторяю, может ответить только следствие.
Помощник президента РФ Сергей Ястржембский предположил, что на наших глазах разворачивается заговор против Владимира Путина. Он назвал «настораживающим фактом» «бросающееся в глаза чрезмерное количество нарочито точечных совпадений резонансных смертей людей, которые позиционировали себя при жизни как оппозиционеры действующей российской власти, с международными событиями с участием президента РФ». «Представляется, что мы сталкиваемся с хорошо отрежиссированной кампанией или планом по последовательной дискредитации России и её руководителя»,— сказал Сергей Ястржембский. Он намекнул, что имеет смысл спросить: «Кому это выгодно?» и подумать об этом.
«Любая смерть — это трагедия. Теперь дело британской полиции — разобраться в том, что произошло, — сказал представитель пресс-службы администрации президента России Дмитрий Песков. — Что касается обвинений в том, что Москва могла быть к этому причастна, — мы уже заявили, что это полный абсурд, и к этому добавить нечего».
Сергей Иванов, руководитель пресс-бюро Службы внешней разведки РФ: «Любая смерть публичного человека, тем более таинственная смерть, естественно, привлекает огромное внимание и прессы, и политических деятелей, которые используют данный факт в своих корыстных целях. То есть смерть Литвиненко, видимо, кому-то была очень сильно нужна». Он же заявил: «Абсолютно не в наших интересах заниматься подобной деятельностью. Между Россией и Великобританией сложились отношения доверия и взаимопонимания. И нарушать это взаимопонимание из-за нелепых обвинений в отношении российской стороны абсолютный нонсенс. Литвиненко не тот человек, чтобы ради него омрачать двусторонние отношения. Масштабы геополитические и масштабы личности несопоставимы».
Директор СВР Сергей Лебедев заявил: «Мы к нему (Литвиненко) абсолютно никакого отношения не имеем. Поэтому все эти слухи, будто разведка его на Запад заслала или, наоборот, отправила на тот свет — полная ерунда». При этом Лебедев подчеркнул, что Литвиненко, по его мнению, «убрали в целях совершения политической провокации против России».
Геннадий Гудков, член комитета Госдумы по безопасности, член фракции «Справедливая Россия»: «Литвиненко — слишком мелкая фигура, он не нанёс, по большому счёту, никакого серьёзного ущерба, да и не занимал никаких серьёзных должностей, не владел никакими государственными секретами, не располагал никакой серьёзной информацией. Предположение, что Литвиненко отравили российские спецслужбы, абсолютно абсурдное. Литвиненко уже много лет живёт в Великобритании, где получил политическое убежище, и он фигура пятого, а то и 10-го калибра во всех российских политических раскладах».
Константин Косачёв, председатель Комитета Госдумы по международным делам: «Отравление Литвиненко — это спланированная акция, направленная на то, чтобы нанести ущерб России, её имиджу. Слишком уж безусловной является реакция международного сообщества, во всяком случае журналистских и политических кругов. Скорее всего, за этой трагедией стоят бывшие олигархи, которые в своё время пытались с помощью награбленных денег купить коррумпированную власть. Россия изменилась, здесь уже нельзя воровать, и с этой ситуацией кто-то не может смириться. Те, кто сейчас поспешно пытаются увязать смерть Литвиненко с действиями неких российских структур, на мой взгляд, являются не более чем слепым инструментом».
Владимир Васильев, председатель комитета Госдумы по безопасности: «То, что этому событию так много внимания уделяют СМИ, — это гарантия того, что всё здесь будет ясно и понятно. Причём, немного времени пройдёт. И тогда тому, кто использовал это и кто привязывал к этому Россию, к месту и не к месту, за это придётся отвечать».
Источники в Кремле сообщают: «В настоящее время у нас нет определённости и, честно говоря, мы не знаем, кто убил Литвиненко, но одно можно сказать точно — это не российское государство». «Я не верю в совпадения. Кажется очень странным, что письмо Литвиненко, обвиняющее президента в убийстве, было опубликовано только, когда Путин сидел на саммите „Россия-ЕС“ в Хельсинки [..]. Если вы спросите, кто больше всего выиграл от этого, ответ может быть только один — Березовский, человек, который по собственному признанию ведёт кампанию по дискредитации Путина и Кремля». Также источник заявил, что российские власти будут полностью сотрудничать со Скотланд-Ярдом в расследовании: «Нам нечего скрывать, и мы более чем счастливы помочь нашим британским коллегам в их расследовании».
24 июля 2007 В. В. Путин, выступая перед активистами прокремлёвских молодёжных движений в резиденции Завидово, в связи с предложением британской стороны изменить Конституцию РФ заявил: «Мозги им надо поменять, а не конституцию. То, что они предлагают — это, очевидно, рудимент колониального мышления»

### Великобритания
Ким Хоуэллс (Kim Howells), государственный министр в Форин офисе, заявил: «Что, похоже, все забывают, так это то, что этот парень был натурализованным британским подданным, и они [Кобра] довольно косо смотрят на то, что британских граждан убивают иностранцы на британских улицах».
После отказа в начале июля 2007 Генпрокуратуры РФ удовлетворить запрос об экстрадиции Андрея Лугового британские официальные лица заявили о переходе дела во внешнеполитическую плоскость.
16 июля 2007 министр иностранных дел Дэвид Милибанд, выступая в Палате общин, заявил о серии мер против РФ.
18 июля 2007 британская газета The Sun в статье о сорванном покушении на Березовского цитировала «высокопоставленного чиновника в правительстве»: «Мы не можем терпеть ситуацию, когда российские эскадроны смерти могут бродить по улицам Лондона, пытаясь устранить врагов своего режима. В случае с Литвиненко жизни сотен жителей Лондона были подвергнуты опасности из-за применения радиоактивного вещества».
23 июля 2007 премьер-министр Соединённого Королевства Гордон Браун вновь подтвердил позицию правительства, заявив, что на России лежит ответственность признать необходимость выдачи Андрея Лугового, главного подозреваемого в убийстве Александра Литвиненко; он также сказал, что Великобритания получила «очень важную» поддержку со стороны Франции и Германии. Министр иностранных дел Дэвид Милибанд заявил, что Великобритания будет добиваться включения вопроса о необходимости выдачи Россией Андрея Лугового в повестку дня будущего Совета министров ЕС.
29 декабря 2007 года Посол Соединённого Королевства в РФ Энтони Брентон в эксклюзивном интервью для Интерфакса, отвечая на вопрос о «причине такого обострения» британско-российских отношений, сказал: «Причиной разногласий в этом году фактически стало убийство Александра Литвиненко в конце прошлого года. Это было ужасное преступление, многие британцы и граждане других стран подверглись опасности в Лондоне. Мы провели тщательное расследование, и пришли к выводу о виновности Лугового. Мы добивались его выдачи, в чём нам было отказано. За этим последовали некоторые меры — мы выслали несколько дипломатов, вы выслали несколько дипломатов, были и другие шаги. Но мы надеялись, что, хотя мы продолжаем добиваться экстрадиции господина Лугового, все эти события не помешают возобновлению нормальных политических контактов. К сожалению, российские власти не придерживаются такой же точки зрения и объявили нам маленькую вендетту, в частности, против Британского совета.»
7 июля 2008 года в сюжете телекомпании Би-би-си о деле Литвиненко, показанном в программе Newsnight, неназванный высокопоставленный сотрудник британских органов безопасности заявил, что «есть веские основания полагать, что это был акт, предпринятый государством»: «Мы твёрдо уверены, что в деле Литвиненко не обошлось без участия государства». 12 июля 2008 года пресс-служба Гордона Брауна заявила, что считает выступления анонимных сотрудников спецслужб по «делу Литвиненко» «неэтичными». «Никто из сотрудников контрразведки не может комментировать дело Литвиненко», заявили в пресс-службе.

### США
28 февраля 2008 г. Комитет по иностранным делам палаты представителей конгресса США одобрил резолюцию, в которой утверждается, что к гибели Литвиненко могут иметь отношение российские власти. В резолюции говорится, что за 97 % легального производства полония-210 во всем мире отвечает российская ядерная станция «Авангард», что, по мнению комитета конгресса, подкрепляет гипотезу о причастности российского государства к отравлению Литвиненко. Конгресс призвал президента и госсекретаря США оказать давление на российские власти с тем, чтобы Кремль оказал содействие британской прокуратуре в расследовании гибели Литвиненко.

## Реакция, мнения, анализы
Согласно Альвине Харченко и Николаю Сергееву из газеты «Коммерсант», бывший руководитель 7-го отдела управления по разработке преступных организаций ФСБ РФ, где работал Литвиненко, подполковник Александр Гусак предположил версию мести чеченцев в сотрудничестве со спецслужбами неназванных стран за убийство, совершённое, со слов анонимных сотрудников Гусака, Александром Литвиненко.
Доктор химических наук Лев Фёдоров, президент Союза за химическую безопасность, заявил: «Если говорить о ядах и о намеренном отравлении Литвиненко спецслужбами, то, думаю, эта версия несостоятельна. Спецслужбам известно достаточно ядов, от действия которых клиент умер бы, как говорилось в одном фильме, без шума и пыли. Скажем, от сердечной или почечной недостаточности».
Лорд Роберт Скидельски заявил: «Никто в Британии всерьёз не считает лично президента Путина ответственным за смерть Александра Литвиненко. Однако его винят в создании системы власти, при которой службам безопасности дозволено все».
Андреа Селла, доктор химии в Университетском колледже Лондона, заявила, что смертельная доза Po-210 может быть получена только искусственным путём, используя ускоритель элементарных частиц (теоретическая возможность) или ядерный реактор. Эксперты считают, что исполнители убийства имели доступ к закрытым ядерным объектам и технологиям. «Это не случайное убийство. Это не орудие убийства, выбранное группой любителей. Эти люди имеют за собой серьёзные ресурсы», — заявила доктор в интервью агентству Reuters.
Профессор Пэт Труп, исполнительный директор Британского агентства здравоохранения, заявила: «Мы находимся здесь из-за беспрецедентного события в Великобритании — предумышленного отравления человека с использованием радиоактивного вещества».
По мнению бывшего офицера ФСБ Михаила Трепашкина, изложенному в письмах, переданных им в Скотланд-Ярд, убийство Литвиненко организовали его бывшие коллеги из Управления по разработке преступных объединений (УРПО), карьеры которых сломались после разоблачений планов убийства Березовского. По мнению Трепашкина, ключевую роль в отравлении Литвиненко сыграл полковник Виктор Шебалин — бывший шеф Литвиненко по УРПО. Трепашкин утверждает, что встречался с Шебалиным в августе 2002 года и последний сообщал ему, что в ФСБ создана «очень серьёзная группа» для устранения всех, связанных с Березовским и Литвиненко, к работе которой, и именно с целью убийства Литвиненко, он пытался привлечь Трепашкина, угрожая расправой в случае отказа; Трепашкин, по его словам, сообщил об этом Литвиненко. Российские власти не позволили следователям Скотланд-Ярда допросить Трепашкина.
Журналистка Юлия Латынина: «Это катастрофа. Я думаю, что это один из поворотных моментов для того, что будет с имиджем России в мире, который и так стремительно ухудшается. Очень трудно разговаривать со страной, в которой травят политических противников таллием или ещё чем-то. (…) Путину будет очень трудно доказывать, что Политковскую грохнули в подворотне какие-то неизвестные отморозки: а что, таллием в Лондоне тоже пользовались неизвестные отморозки? (…) Россия становится другой страной. Если раньше это было квазидемократическое государство, то теперь мы стремительно приближаемся к Белоруссии Лукашенко, где люди исчезают».
Вальтер Литвиненко, отец Александра Литвиненко, заявил, что его сын «умер от маленькой атомной бомбы — она была такая маленькая, что её было даже не видно». Он повторил обвинения в адрес российских властей: «Режим Москвы — это убийственный режим для всего мира. Мой сын боролся с ним, и он ударил его исподтишка».
Газета «Известия» в статье с заголовком «Британским пиарщикам заказали „умертвить“ Литвиненко с шумом» пишет, что к освещению отравления Литвиненко в местной прессе имеет отношение английская PR-компания «Белл Поттинтер», которая неоднократно использовалась Борисом Березовским..
Газета «Комсомольская правда» цитирует мнение эксперта по радиационной безопасности, выдвинувшего версию, что Литвиненко участвовал в создании т. н. «грязной» ядерной бомбы и только так мог получить дозу радиации.
Директор лаборатории анализа микрочастиц Георгий Кауров высказал мнение, что Литвиненко «показывал то, что у него есть полоний, хотел заработать на этом», и в процессе демонстрации «лизнул его [порошок полония] где-то».
Глава пресс-бюро СВР Сергей Иванов заявил, что служба не занимается ликвидацией физических лиц с 1959 года.
Мэри Дежевски из The Independent высказала сомнение в заговоре и утверждала, что Иван Рыбкин в своё время «пустился в загул», но обвинил Путина и его секретных агентов в своём похищении.
Расследование убийства Литвиненко вновь привлекло пристальное внимание СМИ к обстоятельствам других подозрительных смертей: Ю. Щекочихина, генерал-полковника ФСБ А. В. Трофимова, отравление бывшего охранника Смольного, возможно, друга Владимира Путина, генерального директора охранного предприятия «Балтик-эскорт» Романа Цепова. Смерть Романа Цепова наступила в результате поражения спинного мозга, сопровождавшегося симптомами ярко выраженной лучевой болезни. Были высказаны версии, что причиной резкого ухудшения здоровья Цепова 11 сентября 2004 года стало либо отравление большой дозой лекарственного препарата, применяемого при заболевании лейкемией, либо отравление радиоактивными веществами, причём отмечалось сходство симптомов предсмертной болезни Цепова и Литвиненко.
По версии исследовательницы, аспирантки Центра изучения демократии Вестминстерского университета, бывшей сотрудницы «Русских инвесторов» Юлии Светличной, изложенной в английском «The Observer», Литвиненко мог иметь сенсационное досье о взаимоотношениях российского правительства с «ЮКОСом» и собирался шантажировать олигархов и коррупционных чиновников в Кремле. Статья Светличной была опубликована после смерти Литвиненко. Светличная не смогла предоставить документальных свидетельств своих интервью с Литвиненко. Светличная выиграла дело против газеты «The Sunday Times», опровергнув утверждения, что она связана с российским правительством и работала на компанию, принадлежащую российскому государству.
Как заявил живущий во Франции Евгений Лимарев, по некоторым утверждениям, входивший в окружение Бориса Березовского (в 1988—1991 работал переводчиком и преподавал иностранные языки в учебном центре ПГУ СССР, затем занимался бизнесом), по его предположению, организаторами убийства Литвиненко выступали российские силовики, а заказчиком — министр обороны (впоследствии вице-премьер) Сергей Иванов. Он также заявлял о том, что «в последнее время» у Литвиненко возникли разногласия с Березовским и в связи с этим спецслужбы Великобритании предупреждали Литвиненко о существующей опасности для его жизни.
Согласно историку разведки Борису Володарскому, проживающему в Лондоне, Евгений Лимарев вошёл в доверие к Литвиненко и Скарамелле, сотрудничая с российскими спецслужбами. Лимарев поставлял сфабрикованную информацию о КГБ и ФСБ не подозревавшему того Скарамелле, участвовавшему в итальянской «комиссии Митрохина». Электронное сообщение, которое Лимарев направил Скарамелле, оказалось провокационной наводкой на «спецназовцев» в Неаполе и фонд ветеранов дипломатической службы и разведки России «Честь и достоинство». По сведениям Володарского, официальное обвинение Скарамелле, по которому его позже задержали, — клевета на проживающего в Италии бывшего капитана КГБ Александра Талика.
Бывший помощник Председателя правительства РФ, директор Института глобализации Михаил Делягин в интервью сайту Каспаров.Ru назвал правдоподобной версию Лимарева о том, что организатором убийства Литвиненко является Иванов, однако подчеркнул, что он не мог выступить его заказчиком: «есть решения, которые носят политический характер, это не уровень Иванова, а гораздо более высокий (…) Иванов мог только выйти с предложением, но не мог дать окончательное добро» — считает М. Делягин.
По мнению экс-премьера России Егора Гайдара, утверждавшего, что был отравлен 24 ноября 2006 года во время поездки в Ирландию, его несостоявшееся отравление и смерть Литвиненко являются «элементами единого плана» противников действующей российской власти. Как считает Гайдар, и в том, и в другом случае за покушениями на убийство стоят «либо открытые, либо скрытые противники действующей власти», заинтересованные в ослаблении России.
По мнению председателя правления РАО «ЕЭС России» Анатолия Чубайса в конце ноября 2006 года, «чудом не завершившаяся смертельная конструкция Политковская — Литвиненко — Гайдар была бы крайне привлекательна для сторонников неконституционных силовых вариантов смены власти в России». По словам Чубайса, для него это «бесспорно».
По мнению проф. Стивена Коэна: «Дело Литвиненко — это хуже того, что было при Холодной войне».
Как полагала «The Sunday Times» от 22 июля 2007 года, если премьер-министр и глава МИД Великобритании так уверены в том, что за убийством Литвиненко стоит ФСБ, то их недавние ответные действия по высылке российских дипломатов и изменении визового режима для российских чиновников выглядят очень скромными.
В феврале 2007 года московский журнал The New Times писал, анализируя политическую ситуацию в российских верхах в июне 2006 года: «Тем временем сразу после отставки Устинова силовики из команды Игоря Сечина начали планировать операцию по восстановлению своего влияния на президента. Именно к этому периоду относится примирение Сечина с помощником президента Виктором Ивановым, который с 1977 по 2000 год работал в структурах сначала КГБ, а затем ФСБ. Стало ясно, что противоречия в разделении сфер влияния и активов отступают на второй план. Главной целью всего мероприятия было навязать президенту собственный сценарий операции „Преемник“. Идея была проста — осуществить демонстративную акцию, направленную на окончательный подрыв авторитета руководства России за рубежом и последующую смену курса со ставкой только на силовиков. В разработке плана, утверждает источник из ФСБ, участвовали лица из высшего руководства ведомства. И якобы о нём знал директор ФСБ Николай Патрушев. А куратором операции, по словам того же источника, был якобы назначен его заместитель, руководитель департамента экономической безопасности ФСБ генерал-лейтенант Александр Бортников. Объектом операции выбрали подполковника ФСБ Александра Литвиненко <…> Литвиненко умер 23 ноября. Как утверждают источники в ФСБ, 20 декабря 2006 года генерал-лейтенант ФСБ Александр Бортников повышен в звании. Представитель Центра общественных связей ФСБ заявил: „Он абсолютно точно генерал, кажется, генерал-полковник“. По данным источника New Times, Бортников стал генералом армии».
В марте 2007 года Олег Гордиевский постарался таким образом обосновать, почему мишенью стал именно Литвиненко: «самое сильное раздражение вызывал Александр Литвиненко. А почему? Потому что Александр Литвиненко почти каждый день писал статьи против Путина и против КГБ с именами, с кличками, с оскорблениями, с нападками, с резкими выпадами. Это шло изо дня в день. Никто на Западе и не думал читать, потому что было на русском языке на захолустном „Чечен сайте“. А люди в России знали, что на „Чечен сайте“ вы найдёте материал Литвиненко. И Литвиненко писал, писал, писал и знал, что до добра не доведёт. И он столько написал, что когда стали говорить об интимных вещах жизни президента, об интимном сложении, привычках и так далее, он (видимо, Путин — прим. ВП) не выдержал и сказал: мы его задушим, мы его убьём. Вот с этим Литвиненко они прекрасно справились, но прошляпились на том, что остаются радиационные следы, страшно прошляпились, и все это стало достоянием». В то же время насчёт «последовавшей серии убийств», связанных с делом, Гордиевский признал: «Это глупости… никаких не надо делать выводов, что люди умирают, потому что их убивает КГБ. У КГБ, они хотели бы многих убить, но у них ресурсов нет… нет волны убийств за границей. Я человек КГБ, я знаю их штучки, я, можно сказать, с ними борюсь. Но там, где они не виноваты, где они не могут, там они не могут». По мнению Бориса Володарского, вручение ордена Святого Михаила и Святого Георгия в июне 2007 года Гордиевскому было непосредственно связано с делом Александра Литвиненко (Гордиевский выступал обвинителем российских спецслужб в смерти Литвиненко): «Гордиевский принимал самое непосредственное участие в течение последних семи месяцев в следствии по Александру Литвиненко. Он дал сотни интервью, написал сотни статей и принимал непосредственное участие в работе следственной группы, консультировал её по специфике работы советских спецслужб, особенно на территории Великобритании».
8 июля 2008 года было обнародовано заявление вдовы Александра Литвиненко Марины, в котором говорится, что по мнению юристов, к которым она обратилась за разъяснениями, «если Россия снабдила Лугового радиоактивным материалом и направила его атаковать и уничтожить гражданина Соединённого Королевства на британской земле, это подпадает под резолюцию ООН № 3314 и может быть квалифицировано как акт агрессии против территории другого государства».
Известный российский и британский учёный-радиобиолог Жорес Медведев, написавший книгу «Полоний в Лондоне», сомневается, что «Литвиненко умер от полония, добавленного в чашку чая», так как полоний не всасывается в кровь через кишечник. По словам учёного «От полония люди умирают, если они его вдыхают, потому что он токсичен на сто процентов только при вдыхании через лёгкие». Именно это обстоятельство, по его мнению, и пытается скрыть следствие: «Возможно, что при вскрытии было обнаружено, что у Литвиненко повреждены лёгкие. Опубликовать это следователи не могли, потому что до этого уже заявили, что он глотнул его через чашку чая». Кроме того, Ж. Медведев предположил, что Литвиненко, Скарамелла, Луговой, Ковтун и прочие были участниками группы шантажистов, что и привело к отравлению Литвиненко.
Журналист американской газеты «New York Sun» Edward Epstein оценил посланные в Москву английской стороной доказательства вины А. Лугового как «досадно слабые».

## Сведения и версии об отравлении полонием

### Справка о свойствах полония
Po-210 является источником альфа-излучения, которое представляет непосредственную опасность только при попадании его источника внутрь организма человека; оптимален в качестве радиационного яда из-за периода полураспада в 138 дней: более быстрый распад затруднил бы его применение, в то же время распад достаточно быстро скрывает следы и источник смерти. По теоретической оценке медиков, чистый полоний при попадании внутрь организма почти в миллион раз опаснее цианистого калия (смертельной может оказаться доза в 0,01 мкг).
Из-за низкой проникающей способности α-частиц обнаружение Po-210 требует специальной низкофоновой аппаратуры. Po-210, проникнув внутрь организма, может быть обнаружен только радиационным измерением выделений человека на специальных детекторах. В процессе распада Po-210 излучается также проникающее гамма-излучение, но его интенсивность очень мала (один гамма-квант на 80 тысяч альфа-распадов), что чрезвычайно затрудняет его регистрацию на фоне естественного излучения окружающей среды.
В действительности, один из типов серийных мониторов «ЯНТАРЬ-2П» способен обнаружить гамма-излучение изотопа цезия-137 (близкого по энергии гамма-квантов к Po-210) с активностью 11 кБк, что соответствует 25 мКи полония-210.
По свидетельству специалистов, если бы отравление случилось не в Англии, то причину смерти Литвиненко могли никогда не установить. Ошибкой преступника явилась слишком большая доза Po-210, в результате чего развились признаки острой лучевой болезни, что вызвало подозрения и повлекло за собой анализ специализированной аппаратурой, которая и обнаружила причину смерти по следам полония в моче умершего. В малых дозах радиационное отравление Po-210 имеет признаки химического отравления таллием, кроме того, медленная смерть от неизвестных причин скрывает место и время отравления.
По сообщению The Times 1 декабря 2006 года, «родственники были предупреждены после открытия дела по его [Литвиненко] смерти, что было бы слишком опасно кремировать тело в течение последующих 22 лет из-за риска попадания радиации в атмосферу.»
На международном «чёрном рынке» полоний востребован как ключевой элемент, необходимый для детонатора атомной бомбы.

### Возможное происхождение полония, найденного Скотленд-Ярдом
Некоторые СМИ утверждали, что экспертиза, проведённая специалистами Научно-исследовательского института атомного оружия (Atomic Weapons Establishment) в Олдермастоне (Великобритания), установила, что полоний, которым был отравлен Литвиненко — российского происхождения, и скорее всего происходит из научно-исследовательского центра в Сарове (бывший Арзамас-16). По другим данным, британские физики не смогли определить происхождение полония, которым отравился Литвиненко. Образцы были направлены в США в Ливерморскую атомную национальную лабораторию, результаты её исследований пока не сообщаются.
Заявления специалистов противоречат данным утверждениям СМИ. Зам. директора ВНИИ атомного машиностроения профессор И. Н. Острецов считает, что если и был полоний причиной смерти Литвиненко, то это был полоний, произведённый контрабандным, кустарным способом. Наиболее вероятным местом производства этого полония он называет Афганистан. И. Н. Острецов поясняет, что полоний в принципе может быть получен двумя способами: в реакторах из висмута и кустарным способом из урана. В этом случае в полонии будет присутствовать радий. Анализ полония (на присутствие висмута или радия) легко устанавливает, каким именно способом он был получен. Отсутствие опубликованных результатов анализа, по мнению Острецова, однозначно свидетельствует о контрабандном источнике полония.
По утверждению Бориса Жуйкова, заведующего радиоизотопной лабораторией Института ядерных исследований РАН, в «Journal of Radiological Protection» была опубликована работа Джона Хариссона с соавторами, в которой было посчитано изначальное количество полония — порядка нескольких миллиардов беккерелей, то есть где-то 27-135 мКи.
По утверждению Бориса Жуйкова, по чистому Po-210 невозможно установить место его изготовления, но такая возможность остаётся, если удастся выделить из состава вещества другие химические элементы. Производимый в России в большом цикле полоний не является безупречно чистым, и по изотопам в составе вещества можно определить реактор, на котором это вещество было произведено. Для этого необходимо знать дату производства. Дата может быть определена другим путём — по стабильному свинцу-206, но, чтобы его определить, для этого тоже нужно большое количество достаточно чистого исходного полония, где нет фонового свинца. Однако подавляющее количество полония производится в России, и для того, чтобы определить место производства, достаточно методом исключения проверить технологические процессы на остальных производствах.
Россия производит полоний в закрытом ядерном городе Челябинске-65 (Озёрск), на объединении «Маяк», облучая стержни висмута в реакторе, а выделяет в другом закрытом городе — Арзамасе-16 (Саров), на ФГУП «Российский федеральный ядерный центр» (завод «Авангард», РФЯЦ-ВНИИЭФ). Поставки в США в количестве 0,8 грамма в месяц выполняет ОАО «Техснабэкспорт», то есть 9,6 г в год на сумму около 10 миллионов рублей, согласно сведениям в интервью директора ВНИИЭФ Радия Илькаева. Таким образом, стоимость 1 мкг полония-210 (несколько смертельных доз) близка к 1 рублю, что разительно отличается от оценок в десятки миллионов долларов, озвученных в прессе.
Р. Илькаев отрицает возможность несанкционированного изъятия полония с завода, поскольку «учёт и контроль — очень жёсткие» .
Того же мнения придерживается и заведующий радиоизотопной лабораторией Института ядерных исследований РАН Б. Жуйков.
По словам главы Росатома С. Кириенко, весь полоний, произведённый в России, поставляется фирмам США, представляющим сертификаты о его использовании «в сугубо научных целях», «но понятно, что эти конечные источники и в полиграфии, и в лакокрасочной промышленности расходятся достаточно широко, и я не очень понимаю, как в мире потом контролируются эти источники».
Po-210 в виде компонентов некоторых промышленных устройств (например, антистатических щёток, работающих на принципе ионизации воздуха α-частицами от Po-210) свободно продаётся на мировом рынке. Химическое выделение и очистка полония подробно описаны в открытых радиохимических руководствах, эти работы не требуют чрезмерно дорогих и недоступных реактивов. Носитель микрочастицы полония (золотая фольга) может быть растворён в царской водке, после чего полоний соосаждается с теллуром либо электрохимически осаждается на меди или серебре. Поскольку тщательная химическая очистка полония от примесей в данном случае не требуется, задача даже облегчается по сравнению со стандартной радиохимической практикой.
Количественные подсчёты выявляют серьёзные расхождения в выводах, вероятно, из-за данных по содержанию полония в индивидуальном элементе. В СМИ стоимость полония, извлечённого из коммерчески доступных демонстрационных альфа-источников (от 37 до 200 $ за штуку), оценивалась в десятки миллионов евро (требуется 50 тысяч таких объектов). Однако в этих источниках содержание полония на 4 порядка меньше, чем в вышеупомянутых антистатических щётках.
Другая оценка предполагает стоимость приготовления необходимого количества полония (0,2 микрограмма чистого вещества) в несколько сотен долларов. Эта оценка подтверждается западными публикациями в солидных изданиях. Типичная антистатическая щётка содержит полоний активностью в 500 мкКюри, в то время как смертельная доза оценивается в 1000-3000 мкКюри, а количество, участвовавшее в отравлении, оценивают в 27 000—135 000 мкКи. Антистатический пистолет производства NRD (Grand Island, N.Y.) содержит полоний активностью 31 000 мкКюри и продаётся всего за 225 $. Согласно законодательству США, для покупки нейтрализаторов статики и генераторов ионов с активностью до 500 мкКи полония-210 в каждом приборе покупатель не должен получать спецлицензию и регистрироваться в компетентных органах.
Жорес Медведев назвал спекулятивными утверждения о возможности установления происхождения полония:
Определить дату изготовления полония по соотношению Po-210 и Pb-206 можно только в лаборатории с чистейшими препаратами. Летальная доза полония для человека — один микрограмм. Через месяц от него, учитывая и выделение, могут остаться в теле доли микрограмма. Однако тело человека очень сильно загрязнено свинцом, поступающим из воздуха, в основном от выхлопных газов автомобилей, работающих на освинцованном бензине. Это миллиграммы свинца. В Англии множество водопроводных труб изготовлено из свинца — эта практика идет ещё от римлян. Поэтому по свинцу из тела Литвиненко определить дату изготовления полония невозможно. Привязать полоний-210, который был обнаружен в теле Литвиненко при патологоанатомическом исследовании, к какому-то конкретному реактору абсолютно невозможно.
Александр Гольдфарб опубликовал копии, по утверждению своего анонимного источника, путевых листов перевоза полония в ФСБ с Балаковской АЭС. Леонид Рузов высказал аргументы, ставящие под сомнение подлинность документов и достоверность источника. Сергей Новиков, представитель Росатома, тоже усомнился в подлинности документов, а пресс-секретарь ФСБ Сергей Игнатченко и вовсе назвал их «не совсем профессиональной подделкой».
В декабре 2010 года российское правительственное агентство РИА Новости писало, что «до сих пор не представлено доказательств, что Литвиненко был отравлен полонием российского происхождения». Как отметило агентство, «для получения данного радиоактивного изотопа подходит любой канальный реактор — а такие реакторы широко распространены в мире».

### Смерть эксперта, обнаружившего следы полония
25 ноября 2016 года стало известно, что Мэтью Панчер (англ. Matthew Puncher), британский эксперт в области радиации, обнаруживший в 2006 году следы полония в организме Александра Литвиненко, в мае 2016 года был найден мёртвым в своём доме.
На теле Панчера были обнаружены многочисленные раны, сделанные двумя ножами. Патологоанатом заявил, что не может полностью исключать, что к смерти 46-летнего Панчера был кто-либо причастен. Однако он заключил, что ножевые ранения Панчер нанёс себе сам.
Незадолго до смерти, в декабре 2015 года, он посетил Россию с рабочим визитом. По словам супруги эксперта Кэтрин, с которой он прожил 16 лет, «его настроение в корне изменилось после поездки в Россию». Он всё время говорил об ошибке в расчёте, которую он якобы сделал.

## Документы, опубликованные Wikileaks
Среди дипломатической переписки США, опубликованной Wikileaks в 2010 году, имеется сообщение координатора Госдепартамента США от 26 декабря 2006 года, в котором рассказывается о том, что на встрече с ним в Париже специальный представитель российского президента по борьбе с терроризмом Анатолий Сафонов заявил, что российские власти знали о том, что некие лица привезли радиоактивные материалы в Лондон, но незадолго до отравления Литвиненко британские власти заверили российских представителей, что они контролируют ситуацию.

## Иск Б. Березовского к ВГТРК
8 февраля 2010 года в Высоком Суде Англии и Уэльса начались слушания по иску о защите чести и достоинства, поданному Борисом Березовским в мае 2007 года к Всероссийской государственной телерадиокомпании и Владимиру Терлюку лично — в связи с сюжетом, показанным 1 апреля 2007 года в программе «Вести недели», где Терлюк («Пётр») делал утверждения о незаконности получения Березовским убежища в Британии и его причастности к отравлению Литвиненко.. ВГТРК было запрещено участвовать в процессе, так как компания отказалась выполнить требование суда раскрыть источники информации и настоящую личность «Петра».
10 марта 2010 года Высокий суд справедливости (High Court of Justice) в Лондоне удовлетворил иск о защите чести и достоинства предпринимателя Бориса Березовского к российской государственной телекомпании ВГТРК, постановив, в частности, взыскать с телекомпании 150 тыс. фунтов стерлингов; ВГТРК не признала решения. 2 апреля 2010 года Березовский заявил, что проигравшая сторона также должна возместить понесённые им «юридические расходы», которые «исчисляются суммой, близкой к 2 миллионам фунтов».

## Общественное расследование в 2015—2016 годах
27 января 2015 года в Лондоне началось общественное расследование по делу Литвиненко. 21 января 2016 года бывший судья Высокого суда Британии сэр Роберт Оуэн в ходе объявления результатов общественного расследования заявил, что в ходе расследования установлено, что Литвиненко был убит бывшим офицером ФСБ Андреем Луговым при содействии Дмитрия Ковтуна. В отчёте также говорится, что, убийство, «вероятно, одобрили» лично глава ФСБ Николай Патрушев и Президент России Владимир Путин.
Официальный представитель МИД РФ Мария Захарова заявила, что публичное расследование было политически ангажированным, а посол России в Великобритании Александр Яковенко назвал выводы доклада «совершенно недопустимыми» и «грубой провокацией британских властей». Пресс-секретарь президента РФ Дмитрий Песков в свою очередь сказал, что «„квазирасследование“ смерти Литвиненко способно ещё больше отравить отношения России и Англии».
Отчёт, выпущенный в рамках т. н. публичного дознания, не имеет юридической силы и последствий. По закону об общественных расследованиях, лица, проводящие расследование, не имеют права делать выводы об уголовной или гражданской ответственности кого-либо.

## Роль вдовы
Расследование обстоятельств смерти Александра Литвиненко было начато во многом благодаря усилиям его вдовы Марины Литвиненко. Именно она добилась переквалификации расследования с «судебного дознания» на «публичное расследование» (public enquiry), что позволило коронеру использовать секретные правительственные документы.
После завершения расследования и на основании результатов последнего Марина Литвиненко требует принятия пенитенциарных мер в отношении как лиц, названных в отчёте виновными в смерти Александра Литвиненко, так и России в целом:

Другие, включая г-жу Литвиненко, требуют большего (по сравнению с предложениями главы британского МВД Терезы Мэй, — прим. Википедия): полного запрета на въезд для окружения Путина, шпионов и олигархов; бойкота чемпионата мира по футболу в России в 2018 году; публичного расследования загадочной смерти Александра Перепеличного, российского банкира, внезапно умершего вблизи своего дома в графстве Саррей в 2012.
Оригинальный текст (англ.)Others, including Mrs Litvinenko, call for more: a comprehensive travel ban on Mr Putin’s coterie of politicians, spooks and oligarchs; a boycott of Russia’s football World Cup in 2018; a public inquiry into the mysterious death of Alexander Perepilichny, [a Russian whistleblower] who collapsed near his home in Surrey in 2012.— «Death of a Londoner», The Economist, Jan 30th 2016

## Решение ЕСПЧ
21 сентября 2021 года Европейский суд по правам человека (ЕСПЧ) признал ответственность российских властей за смерть Литвиненко. Суд предписал выплатить вдове 100 тысяч евро как компенсацию морального ущерба и ещё 22,5 тыс. евро как компенсацию судебных издержек. В постановлении суда сказано, что у следствия есть серьёзные доказательства убийства Литвиненко, к которому причастны двое граждан России — Андрей Луговой и Дмитрий Ковтун .

## В массовой культуре
Гибели Александра Литвиненко посвящены роман известного писателя и адвоката Никиты Филатова «След полония», одна из серий художественного телефильма «Лектор» и сериала «Вечность», а также 8-серийный художественный телефильм «Неподсудные». Жизни и смерти Александра Литвиненко посвящён фильм Андрея Некрасова «Бунт — Дело Литвиненко», премьера которого состоялась на каннском кинофестивале в 2007.